# L'Unique
Pour les articles homonymes, voir Unique.
L'Unique est un périodique anarchiste individualiste français édité par E. Armand de 1945 à 1956, puis sous forme de suppléments dans la revue Défense de l'homme de Louis Dorlet. Le sous-titre est « Bulletin intérieur exclusivement destiné aux "Amis d'E. Armand" »,,.
Du fait de la publication de L'Unique, E. Armand est considéré comme le « vulgarisateur » de la pensée du philosophe allemand Max Stirner, auteur en 1844 de « L'Unique et sa propriété »,,,.

## Éléments historiques
Six ans après l'arrêt de L'En dehors, Armand lance le périodique à Orléans en juin 1945 avec Paul Ducauroy (dit Ovide) et J. Cezar comme cogérants. De juin 1945 à juillet-août 1956, Armand fait paraître L’Unique et 110 numéros sont édités.
Faisant face à des ennuis de santé, il  arrête la publication autonome qui devient un supplément inséré dans la Défense de l’homme de Louis Dorlet de septembre 1956 à février 1962, et, également, 17 suppléments à des monographies et des biographies de divers penseurs individualistes de 1956 à 1960,.

### Fonctionnement
Dans un article paru dans L'Unique, Armand explique que sa publication n'est « ni l'émanation d'une rédaction choisie par une assemblée quelconque, ni celle d'une équipe de rédacteurs, mais une création personnelle » et qu'« étant [considérée] comme la propriété de [son] fondateur, il s'ensuit que celui-ci jouit de la faculté absolue d'accepter ou refuser l'insertion des articles qu'on lui envoie sans qu'il les ait demandés, de se séparer de ceux de ses collaborateurs qui ne lui paraissent plus d'accord avec la tendance qu'il désire imprimer à son œuvre, de les remplacer par d'autres, etc. ». Il ne veut pas avoir des articles qui se contredisent entre eux pour garder une ligne claire dans sa publication. Il ajoute de « ne pas oublier que la « propagande » de « l'Unique » est plutôt destinée à l'intérieur qu'à l'extérieur, plus « intimiste » qu'« expansionniste » ».

### Éditions deL'Unique
En plus de la revue, L'Unique est un éditeur qui publie des ouvrages d'auteurs libertaires tels que Ferdinand Domela Nieuwenhuis, Max Stirner, John Henry Mackay, Henry David Thoreau.

### Contributeurs notoires

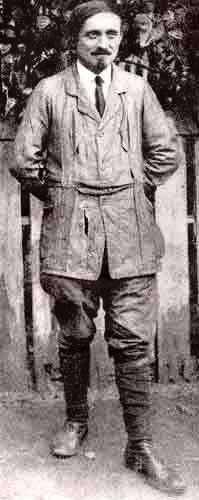
E. Armand.

Des « plumes » connues du courant libertaire individualiste contribuent à la rédaction, comme par exemple, Ixigrec (pseudonyme de Robert Collino), Pierre-Valentin Berthier, Eugène Bizeau, Léo Campion, Hem Day, Manuel Devaldès, Marius Jacob, Jean Marestan, Eugen Relgis, André Prudhommeaux ou Gérard de Lacaze-Duthiers,.
La revue est également illustrée par des artistes, tels Louis Moreau ou Jean Lébédeff.